# Daszyna (Łódź)
Pour les articles homonymes, voir Daszyna.
Daszyna (prononciation [daˈʂɨna]) est un village de la gmina de Daszyna, du powiat de Łęczyca, dans la voïvodie de Łódź, situé dans le centre de la Pologne.
Le village est le siège administratif (chef-lieu) de la gmina rurale appelée gmina de Daszyna.
Il se situe à environ 13 kilomètres au nord de Łęczyca (siège du powiat) et 47 kilomètres au nord-ouest de Łódź (capitale de la voïvodie).
Sa population s'élevait approximativement à 600 habitants en 2006.

## Administration
De 1975 à 1998, le village était attaché administrativement à l'ancienne voïvodie de Płock.

Depuis 1999, il fait partie de la nouvelle voïvodie de Łódź.